# Ottaedro troncato
In geometria solida l'ottaedro troncato è uno dei tredici poliedri archimedei, ottenuto troncando le cuspidi dell'ottaedro regolare.  È un tetracaidecaedro irregolare, ovvero un poliedro irregolare con quattordici facce.
Ha 14 facce regolari, di cui 8 esagonali e 6 quadrate, dei suoi 36 spigoli 24 separano una faccia esagonale da una quadrata e 12 separano due facce esagonali, e in ciascuno dei suoi 24 vertici concorrono una faccia quadrata e due facce esagonali.
Lord Kelvin qualificò l'ottaedro troncato come la figura geometrica ideale per riempire uno spazio tridimensionale (congettura di Kelvin). Un centinaio di anni dopo Weaire e Phelan trovarono una forma geometrica più indicata allo scopo chiamandola "struttura di Weaire-Phelan". La piscina olimpionica di Pechino ha questa forma.

## Area e volume
L'area A ed il volume V di un ottaedro troncato i cui spigoli hanno lunghezza a sono le seguenti:
{\displaystyle A=(6+12{\sqrt {3}})a^{2}}
{\displaystyle V=8{\sqrt {2}}a^{3}}

## Dualità
Il poliedro duale dell'ottaedro troncato è il tetracisesaedro.

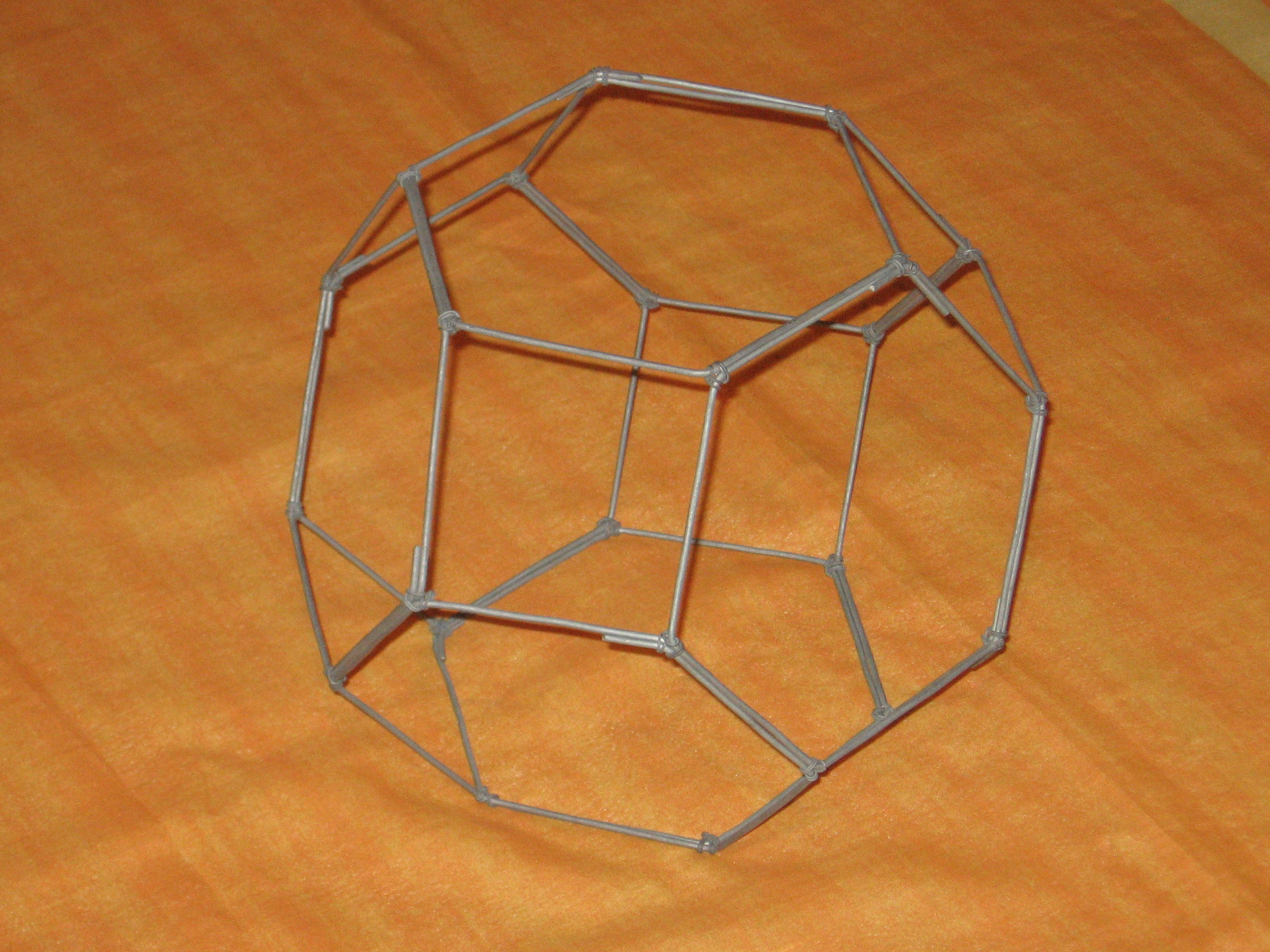
Ottaedro troncato

## Simmetrie
Il gruppo delle simmetrie dell'ottaedro troncato ha 48 elementi; il gruppo delle simmetrie che ne preservano l'orientamento è il gruppo ottaedrale {\displaystyle O\cong S_{4}}. Questi sono gli stessi gruppi di simmetria del cubo e dell'ottaedro.

## Legami con cubo e ottaedro
La seguente sequenza di poliedri illustra una transizione dal cubo all'ottaedro:
| cubo | cubo troncato | cubottaedro | ottaedro troncato | ottaedro |